# یولاندا گارسیا سرانو
یولاندا گارسیا سرانو (انگلیسی: Yolanda García Serrano؛ زادهٔ ۱۹۵۸) کارگردان فیلم، نویسنده اهل اسپانیا است.
از فیلم‌ها یا مجموعه‌های تلویزیونی که وی در آن‌ها نقش داشته‌است، می‌توان به عشق می‌تواند به‌طور جدی به سلامت شما آسیب بزند، ملکه‌ها و همه مردها مثل هم هستند اشاره نمود.